# Søs Fenger
Søs Fenger, all'anagrafe Charlotte Fenger (Kongens Lyngby, 2 dicembre 1961), è una cantante danese.

## Biografia
Søs Fenger ha debuttato nella scena musicale danese nel 1980, anno in cui è entrata a far parte degli Sweet Intentions, gruppo guidato da Nanna Lüders Jensen. Ha ottenuto maggiore visibilità cantando con i News nella metà dello stesso decennio, e nel 1988 Den jeg elsker elsker jeg, la sua collaborazione con Thomas Helmig, Sanne Salomonsen e Anne Linnet, tre altri nomi affermati della scena musicale scandinava, ha raggiunto la vetta della classifica svedese.
Nel 1989 ha avviato la sua carriera da solista con l'album di debutto Vinterdage, che ha venduto più di 150 000 copie in Danimarca. Tre anni dopo è uscito il secondo album On Holiday, contenente nove cover dei successi di Billie Holiday, che l'ha portata in tournée attraverso la Danimarca e la Svezia.
Il successo di Søs Fenger si è confermato anche nel nuovo millennio: dall'introduzione della classifica ufficiale danese nel 2001 ha piazzato sei album e quattro singoli in top 40. Il disco di maggior successo è Vuggeviser, che ha raggiunto la 4ª posizione e ha trascorso cinque mesi in classifica nel 2007.

## Discografia

### Album
- 1989 – Vinterdage
- 1992 – On Holiday
- 1994 – Et kys herfra
- 1996 – Camouflage
- 2000 – Søs
- 2002 – Beverly Way
- 2004 – Nøglen til paradis
- 2007 – Vuggeviser
- 2009 – Stjernenat
- 2012 – Nogle gange er man så heldig, at man ikke når at tænke sig om...
- 2015 – Gnister (con i Nordstrøm)
- 2017 – Vintermåne

### Raccolte
- 1997 – Gamle flammer

### Singoli
- 1987 – Du si'r dit hjerte er hårdt som sten (con Lars Muhl)
- 1987 – Ticket to Peace (con i Moonjam)
- 1988 – Når sneen falder (con Thomas Helmig)
- 1988 – Den jeg elsker elsker jeg (con Thomas Helmig, Sanne Salomonsen e Anne Linnet)
- 1989 – Hvis du vil ha' mig
- 1989 – Holder øje med dig
- 1990 – Hvor end jeg går hen (con Peter A.G. Nielsen)
- 1990 – Du tager fejl
- 1991 – We Believe in Happy Endings (con Henning Stærk)
- 1992 – Like Strangers (con Jørn Hoel e Billy Cross)
- 1992 – You Let Me Down
- 1994 – Kun et kys herfra
- 1994 – Tivoli i regnvejr
- 1994 – Fri
- 1995 – Sidste time
- 1996 – Her står jeg igen
- 1996 – Rosa - Wanna Love Ya'
- 1997 – En gammel flamme
- 1997 – Den lille havfrue (con Peter A.G. Nielsen)
- 1997 – Inderst inde
- 1998 – Når sneen falder (con Thomas Helmig)
- 1999 – Falkehjerte
- 2000 – Sæsonen er slut
- 2000 – Koldt udenfor
- 2000 – Kom karavaner (con Anders Glenmark)
- 2002 – Hurt Me
- 2002 – Beverly Way
- 2003 – Closer
- 2004 – Nøglen til paradis
- 2004 – Forelsket i København
- 2006 – Lykken vender
- 2007 – Elefantens vuggevise
- 2008 – Godt igen (con Julie)
- 2009 – En evighed af dig
- 2011 – Kun et liv
- 2011 – Er det så forbi
- 2011 – Du' en éner
- 2011 – Barndommens gade
- 2011 – San Francisco
- 2011 – From Paris to Berlin
- 2011 – Den generte dreng
- 2011 – Kegle
- 2014 – Hillside (con gli Spinning Wheels)
- 2016 – Hjertet slår altid igen (con i Nordstrøm)
- 2019 – På vej
- 2019 – Du er i mit hjerte (feat. Peter Frödin)

#### Come artista ospite
- 1992 - Uncharted Land  Niels-Henning Ørsted Pedersen
- 2007 – Hand i hand (Martin Stenmarck feat. Søs Fenger)
- 2019 – Julen bliver god i år (Anya feat. Søs Fenger & Who Killed Bambi)